# Élections législatives de 1962 dans le Jura
Les élections législatives françaises de 1962 se déroulent les 18 et 25 novembre 1962. Dans le département du Jura, deux députés sont à élire dans le cadre de deux circonscriptions.

## Élus
| Circonscription | Député sortant | Parti | Parti | Député élu ou réélu | Parti | Parti  |
| --------------- | -------------- | ----- | ----- | ------------------- | ----- | ------ |
| 1re             | Louis Jaillon  |       | MRP   | Louis Jaillon       |       | MRP    |
| 2e              | Max Montagne   |       | UNR   | Jacques Duhamel     |       | Radsoc |

## Résultats

### Résultats à l'échelle du département
| Parti          | Parti                                          | Premier tour | Premier tour | Second tour | Second tour | Sièges |
| Parti          | Parti                                          | Voix         | %            | Voix        | %           | Sièges |
| -------------- | ---------------------------------------------- | ------------ | ------------ | ----------- | ----------- | ------ |
|                | Mouvement républicain populaire                | 29 277       | 32,98        | 23 800      | 24,87       | 1      |
|                | Centre démocratique                            | 29 277       | 32,98        | 23 800      | 24,87       | 1      |
|                |                                                |              |              |             |             |        |
|                | Union pour la nouvelle République (UDT)        | 24 272       | 27,34        | 34 905      | 36,47       | 0      |
|                | Majorité présidentielle                        | 24 272       | 27,34        | 34 905      | 36,47       | 0      |
|                |                                                |              |              |             |             |        |
|                | Parti communiste français                      | 16 959       | 19,10        | 11 072      | 11,57       | 0      |
|                | Parti radical                                  | 11 858       | 13,36        | 25 920      | 27,09       | 1      |
|                | Section française de l'Internationale ouvrière | 3 711        | 4,18         | Retrait     | Retrait     | 0      |
|                | Parti socialiste unifié                        | 2 708        | 3,05         | Retrait     | Retrait     | 0      |
|                |                                                |              |              |             |             |        |
| Inscrits       | Inscrits                                       | 140 060      | 100,00       | 140 053     | 100,00      | 2      |
| Abstentions    | Abstentions                                    | 48 629       | 34,72        | 41 537      | 29,66       |        |
| Votants        | Votants                                        | 91 431       | 65,28        | 98 516      | 70,34       |        |
| Blancs et nuls | Blancs et nuls                                 | 2 646        | 2,89         | 2 819       | 2,86        |        |
| Exprimés       | Exprimés                                       | 88 785       | 97,11        | 95 697      | 97,14       |        |

### Résultats par circonscription

#### Première circonscription (Lons-le-Saunier)
| Candidat       | Candidat                    | Parti          | Premier tour | Premier tour | Second tour | Second tour |  |
| Candidat       | Candidat                    | Parti          | Voix         | %            | Voix        | %           |  |
| -------------- | --------------------------- | -------------- | ------------ | ------------ | ----------- | ----------- |  |
|                | Louis Jaillon sortant réélu | MRP            | 18 662       | 43,97        | 23 800      | 51,43       |  |
|                | Paul Liochon                | UNR-UDT        | 10 606       | 24,99        | 11 407      | 24,65       |  |
|                | Roger Jannet                | PCF            | 6 753        | 15,91        | 11 072      | 23,92       |  |
|                | Charles Daloz               | SFIO           | 3 711        | 8,74         | Retrait     | Retrait     |  |
|                | Jean Pétiard                | PSU            | 2 708        | 6,38         | Retrait     | Retrait     |  |
|                |                             |                |              |              |             |             |  |
| Inscrits       | Inscrits                    | Inscrits       | 70 627       | 100,00       | 70 613      | 100,00      |  |
| Abstentions    | Abstentions                 | Abstentions    | 26 675       | 37,77        | 22 920      | 32,46       |  |
| Votants        | Votants                     | Votants        | 43 952       | 62,23        | 47 693      | 67,54       |  |
| Blancs et nuls | Blancs et nuls              | Blancs et nuls | 1 512        | 3,44         | 1 414       | 2,96        |  |
| Exprimés       | Exprimés                    | Exprimés       | 42 440       | 96,56        | 46 279      | 97,04       |  |

#### Deuxième circonscription (Dole)
| Candidat       | Candidat             | Parti          | Premier tour | Premier tour | Second tour | Second tour |  |
| Candidat       | Candidat             | Parti          | Voix         | %            | Voix        | %           |  |
| -------------- | -------------------- | -------------- | ------------ | ------------ | ----------- | ----------- |  |
|                | Max Montagne sortant | UNR-UDT        | 13 666       | 29,49        | 23 498      | 47,55       |  |
|                | Jacques Duhamel élu  | Radsoc         | 11 858       | 25,59        | 25 920      | 52,45       |  |
|                | Pierre Grosperrin    | MRP            | 10 615       | 22,9         | Retrait     | Retrait     |  |
|                | André Barthélémy     | PCF            | 10 206       | 22,02        | Retrait     | Retrait     |  |
|                |                      |                |              |              |             |             |  |
| Inscrits       | Inscrits             | Inscrits       | 69 433       | 100,00       | 69 440      | 100,00      |  |
| Abstentions    | Abstentions          | Abstentions    | 21 954       | 31,62        | 18 617      | 26,81       |  |
| Votants        | Votants              | Votants        | 47 479       | 68,38        | 50 823      | 73,19       |  |
| Blancs et nuls | Blancs et nuls       | Blancs et nuls | 1 134        | 2,39         | 1 405       | 2,76        |  |
| Exprimés       | Exprimés             | Exprimés       | 46 345       | 97,61        | 49 418      | 97,24       |  |